# Estación seca

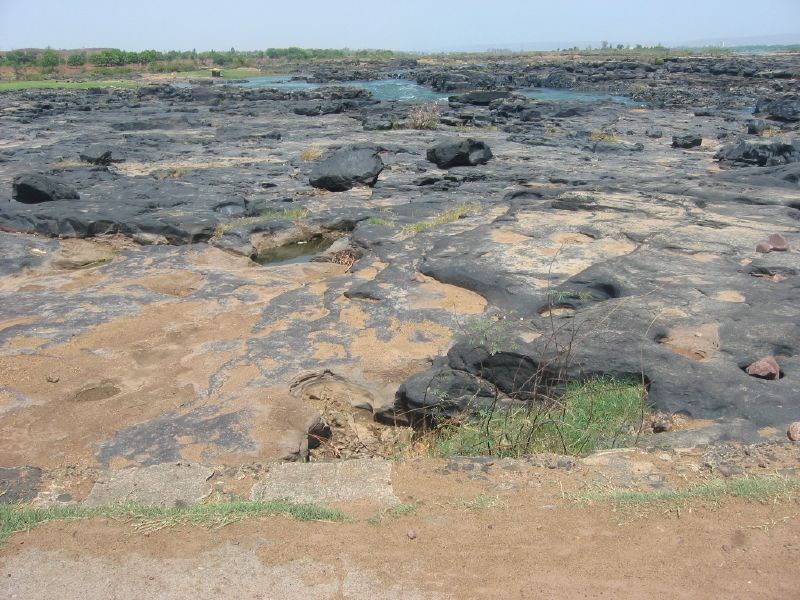
Vista del río Níger, en el pico de la estación seca, en (Bamako, Malí).

La estación seca (sinónimo de estiaje) es un término de la climatología usado comúnmente al describir el tiempo en los trópicos. El tiempo en los trópicos está dominado por el cinturón de lluvias tropicales, que oscila del norte al sur del trópico en el curso del año. Este cinturón de lluvias tropicales permanece en el hemisferio sur de octubre a marzo, y durante este tiempo, el trópico norteño experimenta la estación seca, donde la precipitación es muy escasa, con jornadas típicamente calientes y soleadas. De abril a septiembre, el cinturón de lluvias pasa al hemisferio norte, y el trópico sureño experimenta su «estación seca».
Durante la estación seca, la humedad es muy baja, lo que provoca que algunas cuencas de riego y algunos ríos se sequen. Esta falta de agua (y por tanto de alimento) puede obligar a muchos animales a desplazarse a zonas más fértiles. Ejemplos de estos animales son las cebras, los elefantes, y los ñus. Debido a la falta de agua en las plantas, a menudo se producen incendios.
Los datos muestran que en África el inicio de la estación seca coincide con un aumento de la viruela, lo que los investigadores creen que podría atribuirse a la mayor concentración de personas en la estación seca, ya que el trabajo agrícola es casi imposible de realizar sin riego. En ese momento, algunos agricultores se trasladaron a las ciudades, creando centros de mayor densidad de población y permitiendo que la enfermedad se propagara más fácilmente.

## Distribución geográfica

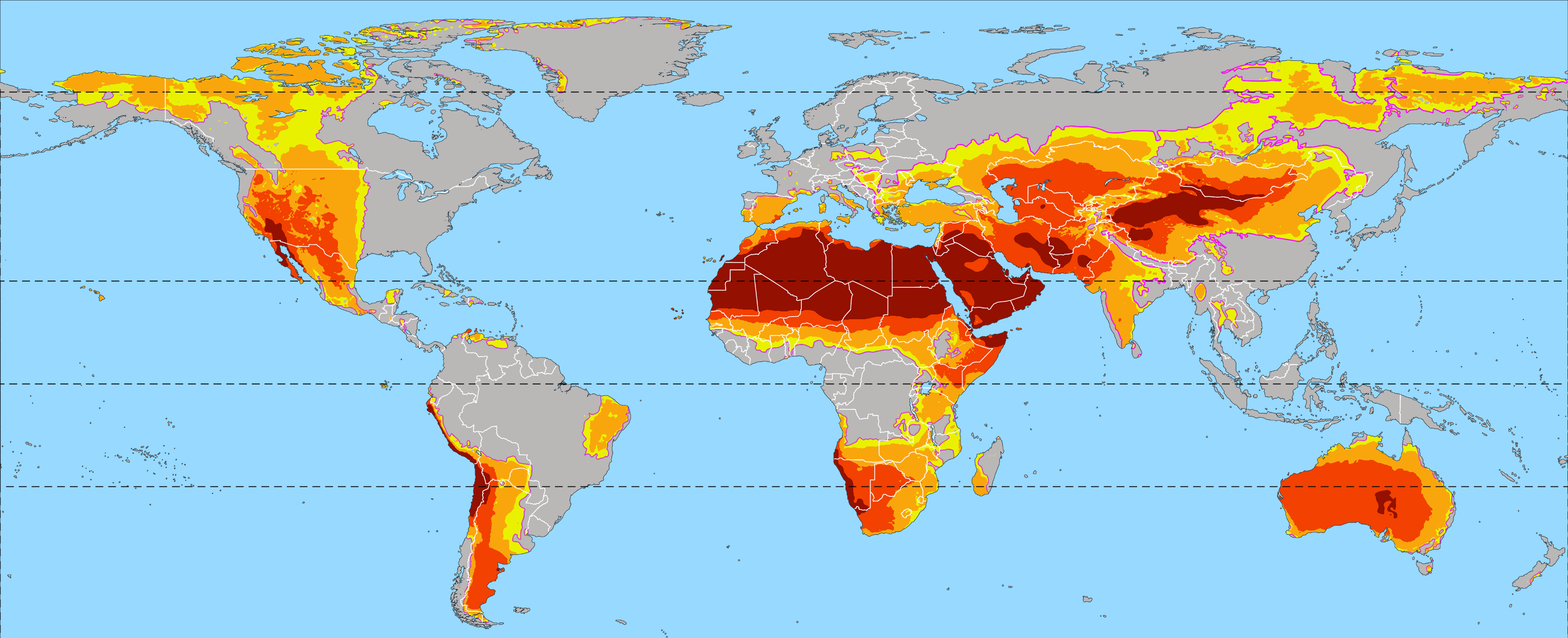
Mapa de las áreas terrestres con clima de tipo árido (Clasificación UNEP, 2023).

El cinturón de lluvia tropical se encuentra en el hemisferio sur aproximadamente de octubre a marzo; durante ese tiempo, los trópicos del norte tienen una estación seca con precipitaciones más escasas, y los días suelen ser soleados en todas partes. De abril a septiembre, el cinturón de lluvia se encuentra en el hemisferio norte y los trópicos del sur tienen su estación seca. Según la Clasificación climática de Köppen, para los climas tropicales, un mes de estación seca se define como un mes en el que la precipitación media es inferior a 60 milímetros. 
El cinturón de lluvias suele llegar, al norte, hasta el trópico de Cáncer y, al sur, hasta el trópico de Capricornio. Anualmente, cerca de esas latitudes hay una estación lluviosa y una estación seca. En el ecuador hay dos estaciones lluviosas y dos secas, ya que el cinturón de lluvias pasa dos veces al año: una cuando se desplaza hacia el norte y otra al desplazarse hacia el sur. Entre los trópicos y el ecuador puede haber una temporada de lluvias corta y una temporada de lluvias larga; estaciones secas cortas y secas largas. La geografía local puede alterar  sustancialmente estos patrones climáticos.

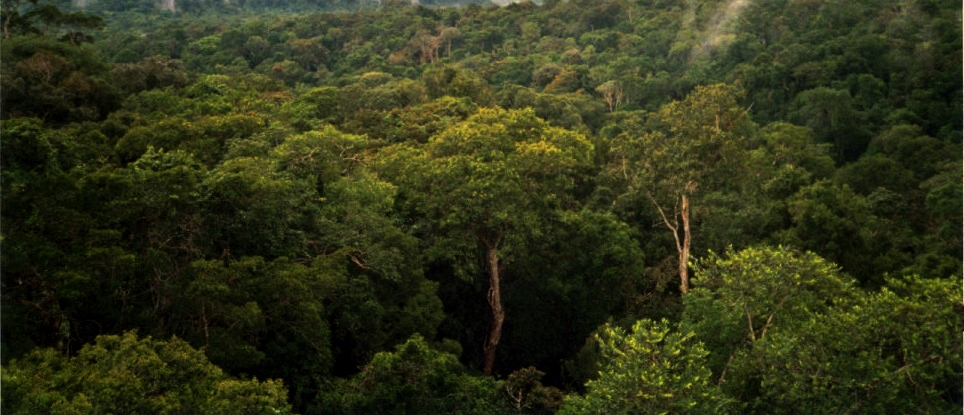
La selva amazónica en Manaos.

Los nuevos datos muestran que en las áreas estacionales de la Amazonía, el crecimiento y la cobertura de las hojas varía entre las estaciones seca y lluviosa, con alrededor de un 25 % más de hojas y un crecimiento más rápido en la estación seca. Los investigadores creen que el propio Amazonas afecta el comienzo de la estación húmeda: el crecimiento de las hojas hace que se evapore más agua. Sin embargo, este crecimiento solo aparece en áreas prístinas alrededor del río Amazonas, donde los investigadores creen que las raíces pueden profundizar y recolectar más agua de lluvia. También se ha demostrado que los niveles de ozono son mucho más altos durante la estación seca que durante la estación lluviosa en la cuenca del río Amazonas.
El cinturón de lluvia tropical se encuentra en el hemisferio sur desde octubre hasta marzo; durante ese tiempo, los trópicos del norte tienen una estación seca con menos precipitaciones, y los días suelen ser soleados. De abril a septiembre, el cinturón lluvioso se encuentra en el hemisferio norte y los trópicos del sur tienen su estación seca. Según la clasificación climática de Köppen, para un clima tropical, un mes de estación seca se define como un mes en el que la precipitación media es inferior a 60 mm (2,4 pulgadas).

## Sequía
Durante la estación seca, la humedad es muy baja, lo que provoca que algunos abrevaderos y ríos se sequen. Esta falta de agua (y de alimento) puede obligar a muchos animales de pastoreo a emigrar a lugares más fértiles. Ejemplos de estos animales son: cebras, elefantes, jirafas, hipopótamos, rinocerontes, antílopes y ñu, búfalos de agua salvajes, búfalos africanos, gaur, tapires, emúes, avestruces, ñandúes y canguros. Debido a la falta de agua en las plantas, son frecuentes los incendios forestales y de matorrales.

## Enfermedades

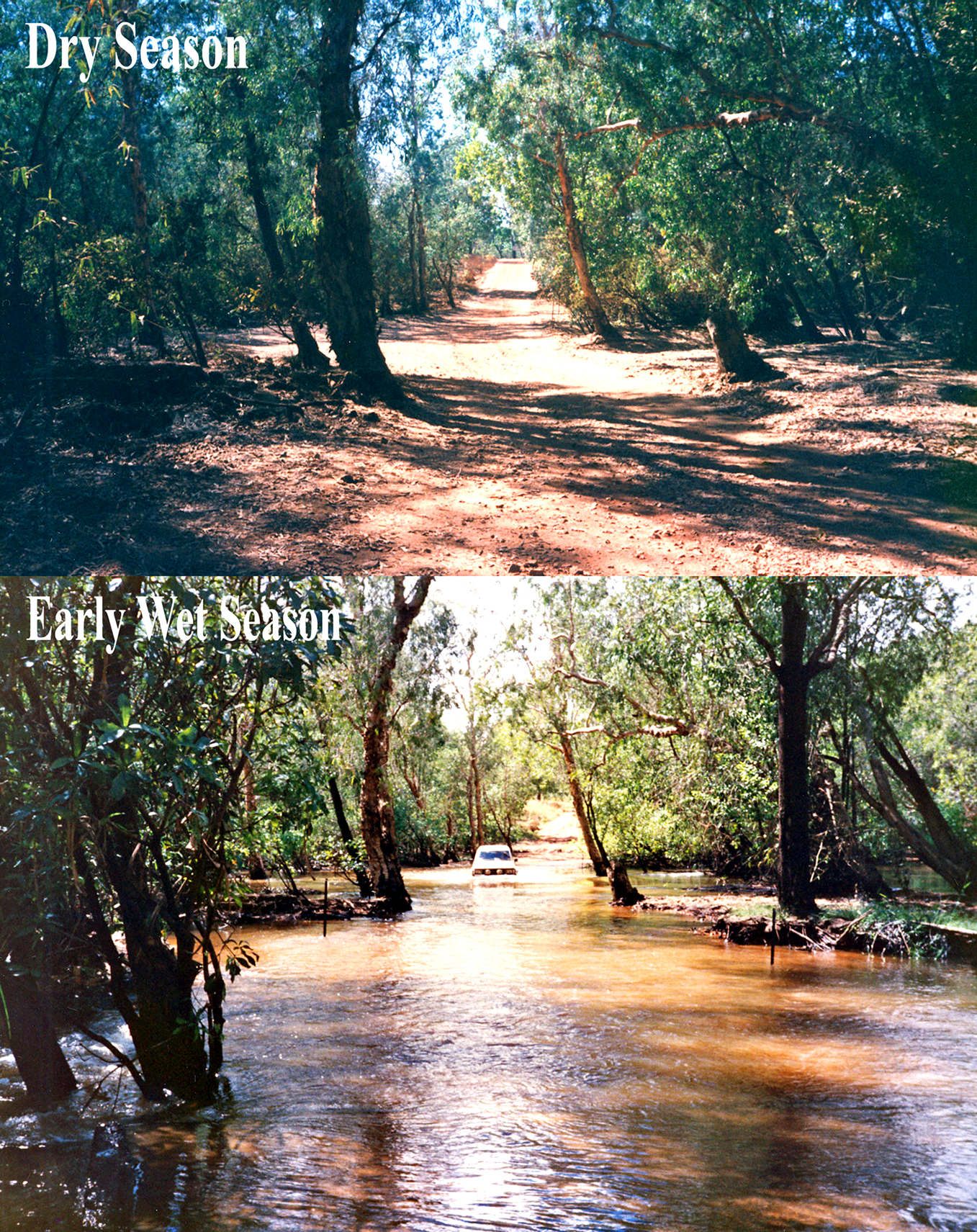
El río Finnis en Australia durante la estación seca y el comienzo de la estación húmeda.

Las investigaciones realizadas indican que en África el inicio de la estación seca coincide con un aumento en los casos de sarampión, lo que los investigadores creen que podría atribuirse a la mayor concentración de personas en la estación seca, ya que las operaciones agrícolas son prácticamente imposibles sin riego. Durante este tiempo, algunos agricultores se trasladan a las ciudades, creando núcleos de mayor densidad de población y permitiendo que la enfermedad se propague más fácilmente.

## Investigación
Nuevos datos muestran que en las partes estacionales de la selva amazónica de América del Sur, el crecimiento y la cobertura del follaje varía entre las estaciones seca y húmeda, con aproximadamente un 25 % más de hojas y un crecimiento más rápido en la estación seca. Los investigadores creen que el propio Amazonas tiene el efecto de traer el inicio de la temporada de lluvias: al hacer crecer más follaje, se evapora más agua. Sin embargo, este crecimiento aparece solo en las partes no perturbadas de la cuenca del Amazonas, donde los investigadores creen que las raíces pueden llegar más profundamente y recolectar más agua de lluvia. También se ha demostrado que los niveles de ozono son mucho más altos en la estación seca que en la estación húmeda en la cuenca del Amazonas.

## Duración
En Australia  y en parte de Sudamérica, la estación seca oficialmente se abre entre mayo y septiembre. Al menos en las áreas costeras, el periodo entre la estación seca y el comienzo de las lluvias monzónicas (octubre a diciembre) es una temporada de lluvias ocasionales y alta humedad.

## Estrategias de los seres humanos para sobrevivir a la estación seca
A lo largo de la historia, distintas culturas han desarrollado estrategias innovadoras para adaptarse a climas secos y áridos, en los que las estaciones secas imponen desafíos significativos. En muchas de estas regiones, la supervivencia ha dependido de la habilidad para gestionar los recursos hídricos, desarrollar técnicas agrícolas específicas y modificar la vida cotidiana de acuerdo con las condiciones climáticas.
Un ejemplo claro es el de los pueblos indígenas del desierto de Sonora, en América del Norte, que han utilizado sistemas avanzados de recolección de agua, como los "charcos de lluvia" y canales de irrigación, para capturar y almacenar el agua de la escasa precipitación. Además, construyeron viviendas de adobe o piedra que aíslan del calor extremo, permitiendo que el interior se mantuviera fresco durante el día y cálido por la noche.
En África, las tribus del Sahel, una región semiárida, desarrollaron una agricultura de conservación del suelo, utilizando técnicas como el "banco de semillas" y los cultivos resistentes a la sequía. Además, las comunidades nómadas adaptaron sus rutinas a la movilidad, trasladándose según las estaciones para aprovechar las escasas lluvias y las zonas con vegetación más densa. En estas culturas, el agua se ha convertido en un recurso precioso, almacenándose en pozos y cisternas para enfrentar los periodos de sequía.
En la región del Medio Oriente, como en Arabia Saudita, los habitantes han recurrido al uso de la desalinización del agua del mar, lo que ha permitido el abastecimiento de agua potable en áreas que, de otro modo, serían inhabitables. Además, las ciudades están diseñadas con sistemas de sombra y ventilación natural que ayudan a reducir el impacto del calor, y las actividades diarias se adaptan a las horas menos calurosas.

## Estrategias de los animales para sobrevivir a la estación seca
Durante la temporada seca, muchos animales han evolucionado estrategias fascinantes para procurarse agua. Estas estrategias muestran la increíble adaptabilidad de los animales para sobrevivir en entornos desafiantes. Cada especie ha adaptado sus métodos para encajar en su nicho ecológico, asegurando su supervivencia durante la temporada seca.
Entre las adaptaciones de su conducta se destaca la migración donde diversos animales migran hacia áreas donde el agua está más disponible;  Muchas especies, incluidos los roedores y ciertos depredadores, se vuelven nocturnas para evitar el calor del día, lo que les permite acceder a ambientes más frescos y húmedos.
Entre las adaptaciones fisiológicas, algunos animales como las ratas canguro tienen riñones altamente eficientes que producen orina concentrada, minimizando la pérdida de agua; por otra parte algunos reptiles y mamíferos pueden tolerar temperaturas corporales más altas, reduciendo la necesidad de ingesta de agua durante las partes más calurosas del día.
En cuanto a la dieta, ciertas especies han desarrollado preferencia por consumir aimentos ricos en humedad, los herbívoros, como los camellos, consumen plantas que contienen altos niveles de humedad; mientras que los carnívoros pueden comer presas con alto contenido de agua. Animales como primates y aves pueden buscar frutas que son ricas en contenido de agua.
Diversas especies han desarrollado estrategias de recurrir a fuentes naturales de agua. Algunas especies, como ciertos roedores y elefantes, cavan para alcanzar fuentes de agua subterráneas; mientras que otras poseen fisiologías que permiten almacenar agua, en este respecto los camellos son famosos por su capacidad de almacenar grasa en sus jorobas, que puede ser metabolizada en agua.
Ciertas especies adaptan su comportamiento social, recurriendo al forrajeo en grupo, los animales pueden formar grupos para localizar fuentes de agua de manera más efectiva y compartir información sobre dónde encontrar agua.
Se han desarrollado ciertas adaptaciones estacionales tales como la excavación de refugios. Algunos animales, como ciertas ranas e insectos, entran en un estado de dormancia o hibernación durante los períodos secos, minimizando sus necesidades de agua hasta que mejoren las condiciones.

## Impacto de la alternancia entre estación seca y húmeda sobre los ecosistemas
La alternancia entre las estaciones secas y húmedas, conocida como ciclo climático estacional, juega un papel crucial en la configuración de los ecosistemas, especialmente en las regiones tropicales y subtropicales. Este patrón cíclico, impulsado por cambios en la temperatura, precipitación y condiciones atmosféricas, influye de diversas maneras en la vida vegetal y animal.
Durante la estación húmeda, caracterizada por la abundante lluvia, los ecosistemas experimentan un aumento en la productividad. La vegetación florece debido al aumento de la disponibilidad de agua, lo que permite a las plantas crecer, reproducirse y sostener una mayor cantidad de herbívoros. Este periodo de crecimiento exuberante también respalda una variedad de insectos y otros organismos que dependen de altos niveles de humedad para sobrevivir. Las estaciones húmedas son, típicamente, cuando la actividad reproductiva alcanza su pico para muchas especies, especialmente anfibios e insectos, cuyas ciclo reproductivos están sincronizados con la disponibilidad de agua.
En contraste, la estación seca presenta condiciones más desafiantes. Las fuentes de agua se vuelven escasas y las temperaturas aumentan, lo que provoca que la vegetación se marchite y que los animales reduzcan su actividad o migren. Muchas plantas entran en un estado de dormancia, mientras que algunas especies animales se adaptan entrando en un estado de letargo o migrando hacia áreas con recursos más confiables. La escasez de agua y alimento durante la estación seca conduce a un aumento de la competencia por los recursos, y solo las especies más resistentes pueden prosperar. Algunos animales, como aves e insectos, pueden migrar hacia áreas más húmedas, mientras que otros emplean adaptaciones conductuales, como excavar o ser nocturnos, para evitar el calor.
La alternancia entre estas estaciones contrastantes moldea la biodiversidad y el funcionamiento de los ecosistemas al promover la resiliencia a través de adaptaciones estacionales. Este ciclo favorece comunidades ecológicas distintas, ya que los organismos desarrollan estrategias especializadas para sobrevivir a los extremos tanto de las condiciones húmedas como secas. Tales fluctuaciones climáticas también impulsan los patrones de migración de los animales, la distribución de las especies vegetales y el equilibrio general de los ecosistemas.